# T'appartengo (singolo)
T'appartengo è il primo singolo di Ambra Angiolini.

## Descrizione
Presentato al pubblico durante il programma pomeridiano di Italia 1 Non è la Rai, che Ambra Angiolini, all'epoca diciassettenne, conduceva nel 1994, il brano è stato uno dei primi da lei incisi, ed è stato il primo singolo della cantante a essere diffuso anche in radio. Il brano ha dato anche il titolo al primo album di Ambra Angiolini, T'appartengo, ed è la canzone che ha avuto più successo in tutta la sua carriera.
Il brano, che alterna una strofa di genere rap e un ritornello cantato, parla di un amore adolescenziale. Della canzone è stata incisa anche una versione in lingua spagnola, intitolata Te pertenezco, inserita nella versione spagnola dell'album, che reca lo stesso titolo, e ne sono stati eseguiti numerosi remix.
Nel 1996 ne fu incisa anche una cover olandese, interpretata dalla cantante Petra e intitolata 'k Beloof Jou.
Nel 2013 ne fu incisa anche una cover punk rock, proposta dalla band Wertmüller and the Doubleues.
L'8 dicembre 2022, durante la finale al Mediolanum Forum della sedicesima edizione di X Factor, in cui Ambra ha rivestito il ruolo di giudice, la Angiolini si esibisce con T'appartengo dopo oltre vent'anni dall'ultima esibizione televisiva. L'esibizione diventa immediatamente virale, conquistando 11 milioni di visualizzazioni sui profili social del talent show, il primo posto delle tendenze YouTube e il primato nella classifica dei singoli più acquistati giornalmente su iTunes. Il singolo digitale entra anche nella classifica settimanale ufficiale dei singoli più venduti e ascoltati in Italia, stilata dalla FIMI, alla posizione numero 83. Il 30 gennaio 2023, grazie alle 50.000 copie vendute tra streaming e download, il singolo conquista il disco d'oro dalla FIMI.

## Tracce
1. T'appartengo (Testo di Ernesto Migliacci, Franco Migliacci, Francesco Migliacci Junior - Musica di Stefano Acqua, Ernesto Migliacci)[8]

## Classifiche
| Classifica (2022) | Posizione massima |
| ----------------- | ----------------- |
| Italia            | 83                |